# The Millennium Bell
Albums de Mike Oldfield
Guitars
(1999) Tres Lunas
(2002)
The Millennium Bell est le 20e album studio de Mike Oldfield sorti le 26 novembre 1999.
The Millennium Bell est conçu comme un concept album associé au passage à l'an 2000. Il rappelle quelques évènements majeurs des deux premiers millénaires de l'ère chrétienne en onze vignettes musicales faisant la part belle aux voix féminines (Miriam Stockley, Pepsi Demacque) et aux chœurs.
La maquette initiale contenait un douzième morceau, Excalibur, qui s'intercalait en troisième position et qui n'a pas été retenu dans la version finale.
Un concert gratuit reprenant des parties de cet album et des morceaux plus anciens a été donné à Berlin pour la veillée du passage à l'an 2000, devant une foule de près de 500.000 personnes. Ce concert existe en DVD sous le titre Art in Heaven. 

## Chansons de l'album
| No  | Titre | Durée |
| --- | --- | ----- |
| 1.  | Peace On Earth (Chanté par Camilla Darlow-Girl (soprano) et The London Händel Choir)                                                                             | 4:10  |
| 2.  | Pacha Mama (Chanté par Nicola Emmanuel & David Serame/Miriam Stockley et The London Händel Choir/The Grant Gospel Choir)                                         | 4:05  |
| 3.  | Santa Maria (Chanté par Camilla Darlow-Girl (soprano) et The London Händel Choir)                                                                                | 2:44  |
| 4.  | Sunlight Shining Through Cloud (Chanté par Martay/Pepsi et The Grant Gospel Choir)                                                                               | 4:33  |
| 5.  | The Doge's Palace (Chanté par The London Händel Singers) | 3:07  |
| 6.  | Lake Constance | 5:16  |
| 7.  | Mastermind | 3:03  |
| 8.  | Broad Sunlit Uplands | 4:03  |
| 9.  | Liberation (Narration par Greta Hegerland-Olfield et chant par Miriam Stockley/Pepsi et The London Händel Choir/The Grant Gospel Choir)                          | 2:38  |
| 10. | Amber Light (Chanté par Andrew Johnson (du chœur de Saint-Paul), Nicola Emmanuel & David Serame/Miriam Stockley, The London Händel Choir/The Grant Gospel Choir) | 3:42  |
| 11. | The Millennium Bell (Chanté par Nicola Emmanuel & David Serame/Miriam Stockley/Pepsi, The London Händel Choir/The Grant Gospel Choir)                            | 7:37  |

## Personnel
Selon le livret accompagnant l'album
- Mike Oldfield – composition, écriture, musicien : claviers, guitares, basse
- Fergus Gerrand – batterie, percussions
- Gota Yashiki : batterie, percussions
- Jody Linscott – percussions
- Lawrie "Pepsi" Demacque – chant sur 4, 9, 11
- Camilla Darlow - chant sur 1, 3
- Miriam Stockley – chant sur 2, 9--11
- Nicola Emmanuelle – chant sur 2, 10, 11
- David Serame – chant sur 2, 3, 10, 11
- London Handel Choir - chœurs sur 1-3, 5, 9-11
- Grant Gospel Choir : chœurs sur 2, 4, 9-11
- Robyn Smith – direction de l'orchestre, chœurs sur 11
- London Session Orchestra : cordes su 6, 8, 11